# حسن توفيق العدل
حسن توفيق العدل (1862 - 1904)   هو باحث ومترجم مصري، له العديد من المؤلفات والترجمات. حصل على الوسام المجيدي الخامس من الخديوي توفيق (1887)، ووسام التاج الملكي من إمبراطور ألمانيا.

## نبذة
هو حسن توفيق بن عبد الرحمن بك العدل الأزهري الشافعي، ولد سنة 1862م في مدينة الإسكندرية، ونشأ بها، ثم التحق بالأزهر الشريف وتتلمذ على كوكبة من علمائة، وحصل على أربع إجازات من إبراهيم السقا وحسن العدوي 1879م ، ومحمد الإنبابي والشنقيطي (1880). التحق بمدرسة دار العلوم وتخرج فيها 1887 ، واختير معلمًا للعربية في المدرسة الشرقية برلين، فقضى أكثر من خمس سنوات وعاد إلى وطنه في العام 1893.
تخرج على يديه عدد من المستشرقين. وأصدر في برلين مجلة «التوفيق المصري»، وعاد إلى مصر فعين مفتشا في المعارف. ثم اختير أستاذا للعربية في كمبردج فذهب إليها سنة 1903 م. وجعل من أعضاء الجمعية الأسيوية الملكية، ولم يكن فيها أجنبي عن الإنكليز غيره.

## شعره
للعدل قصائد في مصادر دراسته، بخاصة في تقويم دار العلوم، وله قصائد نشرتها صحف ومجلات عصره، منها: «في توديع مصر». فهو شاعر مناسبات يلتزم شعره وحدة الوزن والقافية، عبر به عن رحلاته ومشاهداته في الشرق والغرب، والتسجيل لأحداث حياته المهمة، ومديح الأعلام والحكام الذين التقاهم، والترحيب بقدومهم وزياراتهم وهو في برلين، خاصة الخديوي عباس حلمي الثاني. يميل في شعره إلى النزعة التعليمية، وله في ذلك أنظام علمية، كما يميل إلى استقراء أحوال التاريخ وتوجيه الأنظار لاستخلاص الحكمة والعبرة، ومنها قصائده في الدعوة إلى الوفاق بين أبناء وطنه والموظفين الإنجليز في مصر.

## وفاته
مات العدل فجأة في العام 1904، وهو خارج من عمله في كمبردج، ونقل إلى مصر، فكان في جملة من شيع جنازته بها الشيخ محمد عبده ومصطفى كامل.

## مؤلفاتة
للعدل العديد من المؤلفات اعتمد في بعضها على الترجمة:
1. رسائل البشرى في السياحة بألمانيا وسويسرا
2. الرحلة البرلينية
3. الحركات الرياضية البدنية
4. مرشد العائلات إلى تربية البنين والبنات
5. أصول الكلمات العامية
6. سياسة الفحول في تثقيف العقول
7. تاريخ آداب اللغة العربية
8. المقامة العدلية علي نمط مقامات الحريري
9. إظهار الفرح في شرح لامية المصطلح
10. البيداغواجيا العلمية في تربية الأطفال[6]